# プレイス・トゥ・ビー
『プレイス・トゥ・ビー』（Place to Be）は、ジャズ・ピアニスト上原ひろみが2009年に発表した6作目のスタジオ・アルバム。キャリアにおいて初のピアノ・ソロ・アルバムである。原盤権を持つレーベルはテラークだが、日本のユニバーサルミュージックから先行発売され、DVD付の初回生産限定盤もリリースされた。

## 背景
本作のレコーディングにはヤマハのコンサート・グランド・ピアノ「CFIIIS」が使用され、ピアノの調律は、上原の日本ツアーでも調律を担当してきた小沼則仁による。
タイトル曲「プレイス・トゥ・ビー」は、2007年11月に公開された日本映画『オリヲン座からの招待状』のメイン・テーマに使用された曲を再演したもの。映画公開前の2007年9月にはチック・コリアとの共演ライヴでも演奏されており、コリアと連名のライヴ・アルバム『デュエット』にも収録された。
日本盤ボーナス・トラック「グリーン・ティー・ファーム」には矢野顕子がゲスト・ボーカリストとして参加しており、矢野は自身のアルバム『音楽堂』（2010年）にピアノ弾き語りによるカヴァーを収録した。この曲は上原の祖父の茶畑をイメージした曲で、上原の2枚目のアルバム『Brain』（2004年）でインストゥルメンタルとして発表されていたが、作曲と同時に歌詞もできていたという。

## 反響・評価
本作は『スイングジャーナル』誌が主催する第43回ジャズ・ディスク大賞で金賞を受賞した。また、ビルボード・ジャパン・ミュージック・アワード2009でJazz Albums of the Yearを受賞した。
2010年にはアメリカ盤もリリースされ、ビルボードのジャズ・アルバム・チャートで24位に達した。

## 収録曲
特記なき楽曲は上原ひろみ作。9. - 11.は、「ビバ! ベガス」（Viva! Vegas）というタイトルの3部構成の楽曲の一部。
1. BQE - BQE - 5:56
2. シュー・ア・ラ・クレーム - Choux a La Creme - 5:29
3. シシリアン・ブルー - Sicilian Blue - 8:26
4. ベルン、ベイビー、ベルン - Berne, Baby, Berne! - 2:56
  - 作曲：ルイ・ベルソン、レモ・パルミエ
5. サムウェア - Somewhere - 5:38
6. ケープコード・チップス - Cape Cod Chips - 5:41
7. アイランド・アゾレス - Island Azores - 4:29
8. パッハルベルのカノン - Pachelbel's Canon - 5:22
  - 作曲：ヨハン・パッヘルベル
9. ショー・シティー、ショー・ガール - Show City, Show Girl - 3:56
10. デイタイム・イン・ラスベガス - Daytime in Las Vegas - 4:30
11. ザ・ギャンブラー - The Gambler - 5:37
12. プレイス・トゥ・ビー - Place to Be - 6:39

### 日本盤ボーナス・トラック
1. グリーン・ティー・ファーム - Green Tea Farm - 4:08

### 初回生産限定盤DVD
1. プレイス・トゥ・ビー（ライヴ） - Place to Be (Live/2008)
2. プレイス・トゥ・ビー（特典映像） - Place to Be (Making Footage & Interview)